# Eduard Decarli
Eduard Decarli   (Olomouc, 9 de gener de 1846 - Radebeul, 23 d'octubre de 1903) va ser un cantant i actor alemany d'òpera de la cort.

## Biografia
Després que Decarli havia començat a estudiar a l'Institut Politècnic de Viena el 1864/1865 després de l'escola secundària, va prendre classes de cant a la "Vienna Court Opera School" i després amb Alexander Arlet, Matteo Salvi i Giovanni Gentiluomo.
El 1868 va debutar al "Stadttheater" de Frankfurt del Main. Després va aparèixer a Augsburg, Laibach i des del 1869 al teatre de la cort de "Braunschweig". El 1872 o 1873 va ser contractat com a successor d'Emil Scaria al teatre de la cort de Dresden. Fins al 1902 hi va tenir èxit en el tema seriós i en el tema Buffo, així com actor en teatre parlat. Mentrestant, va ser hoste a l'Òpera de la Cort de Viena el 1880. Va ser membre de la lògia francmaçona de "Braunschweig Carl zum Crowned Pillar".
Decarli, guardonat amb la Creu de Cavaller de 1a Classe de l'Orde d'Albrecht, va morir el 1903 al seu apartament de la Radebeuler Moritzstrasse nº. 1 i va ser enterrat a Radebeul. El seu fill Bruno Decarli (1877–1950) també va ser actor.